# Château de La Devie
Le château de La Devie (ou Ladevie) est situé sur la commune de Belmontet, dans le département du Lot. 

## Historique
Après la guerre de Cent Ans, les destructions et la dépopulation qui en a résulté a ruiné les seigneurs du Quercy et les oblige à faire venir des laboureurs pour remettre en culture leurs fiefs désertés.
En 1444, Guillaume de Luzech donne à cens à Pierre Solacroup « tot lo fatch sive capmas appelat de la Devia am totas sas apertenensas ». Pierre Solacroup appartient à une famille de laboureurs originaires de la commune de Thérondels, canton de Mur-de-Barrez, dans le Rouergue. La Devie est la demeure d'un domaine essentiellement agricole dont l'histoire locale dit qu'elle a été construite à l'emplacement d'un ancien repaire dit « de l'évêque » détruit pendant la guerre de Cent Ans. Dans les dépendances situées côté est, on peut relever des vestiges médiévaux dans les élévations. On trouve aussi des souterrains. Pierre Solacroup a testé à Ladevie en 1459 et a laissé 14 enfants en vie. 
La famille Solacroup va prospérer et faire des alliances flatteuses qui vont l'amener à acquérir une certaine noblesse. Au début du XVIIIe siècle, Jean Solacroup marié à Jeanne de Lalbenque marie sa fille Françoise à l'héritier des Foissac du repaire de Bellegarde.
Sous la Restauration, Jeanne (Marie-Jeanne-Paule) Solacroup se marie avec Charles de Testas de Folmont et lui apporte la demeure de La Devie en dot. Charles de Folmont était le fils d'Antoine de Testas de Folmont fusillé à Vannes le 2 août 1795 après le débarquement de Quiberon par les armées de la République.
Le fils de Charles, Dieudonné de Testas de Folmont (1829-1882) a épousé Marie de Bercegol. C'est lui qui a donné à la demeure son aspect actuel. Il a fait construire la tour-pigeonnier, prolonger le mur d'enceinte et bâtir des annexes.
Le château de La Devie est resté la propriété de la branche aînée des Solacroup jusqu'à son extinction en 1861 en la personne de Marie-Jeanne-Paule Solacroup (1789-1861), de Ladevie, veuve du chevalier Charles, Joseph, Étienne de Testas de Folmont (1790-1858), ancien député du Lot, en 1827-1828,.
La demeure passe ensuite entre les mains de plusieurs propriétaires avant d'être achetée en 1936 par la famille des propriétaires actuels.
Le château a été inscrit au titre des monuments historiques depuis le 11 octobre 1996.
Le château est racheté en 2019 et fait l'objet de travaux de rénovation par la suite.

## Description
Le plan de la demeure, avec sa cour fermée et une seule entrée sous une haute tour pigeonnier et des trous de tir percés dans les bâtiments longeant l'accès, lui donne un caractère défensif.
Les bâtiments sont à fonction domestique, avec un ancien four et une partie logement. L'aile en retour, au nord, abrite une ancienne étable ou écurie, et une partie logis. Un second pigeonnier-tour quadrangulaire est installé au nord-est de l'aile, en bordure de falaise. 
La décoration intérieure conserve quelques portes du XVIIIe siècle. Elle a été remaniée au XIXe siècle. 